# Підводний вулканізм

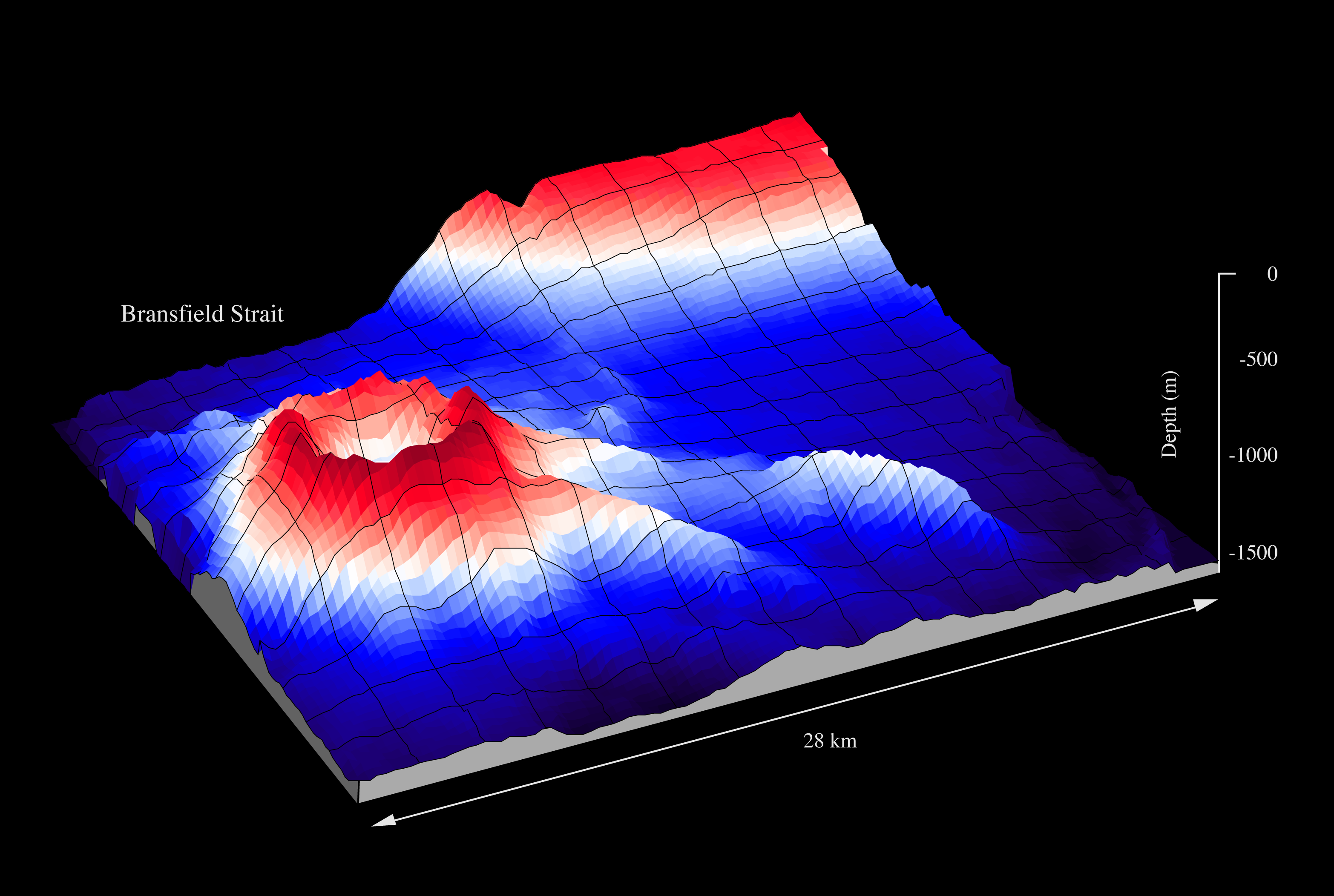
Підводний вулкан у протоці Брансфілд, Антарктика

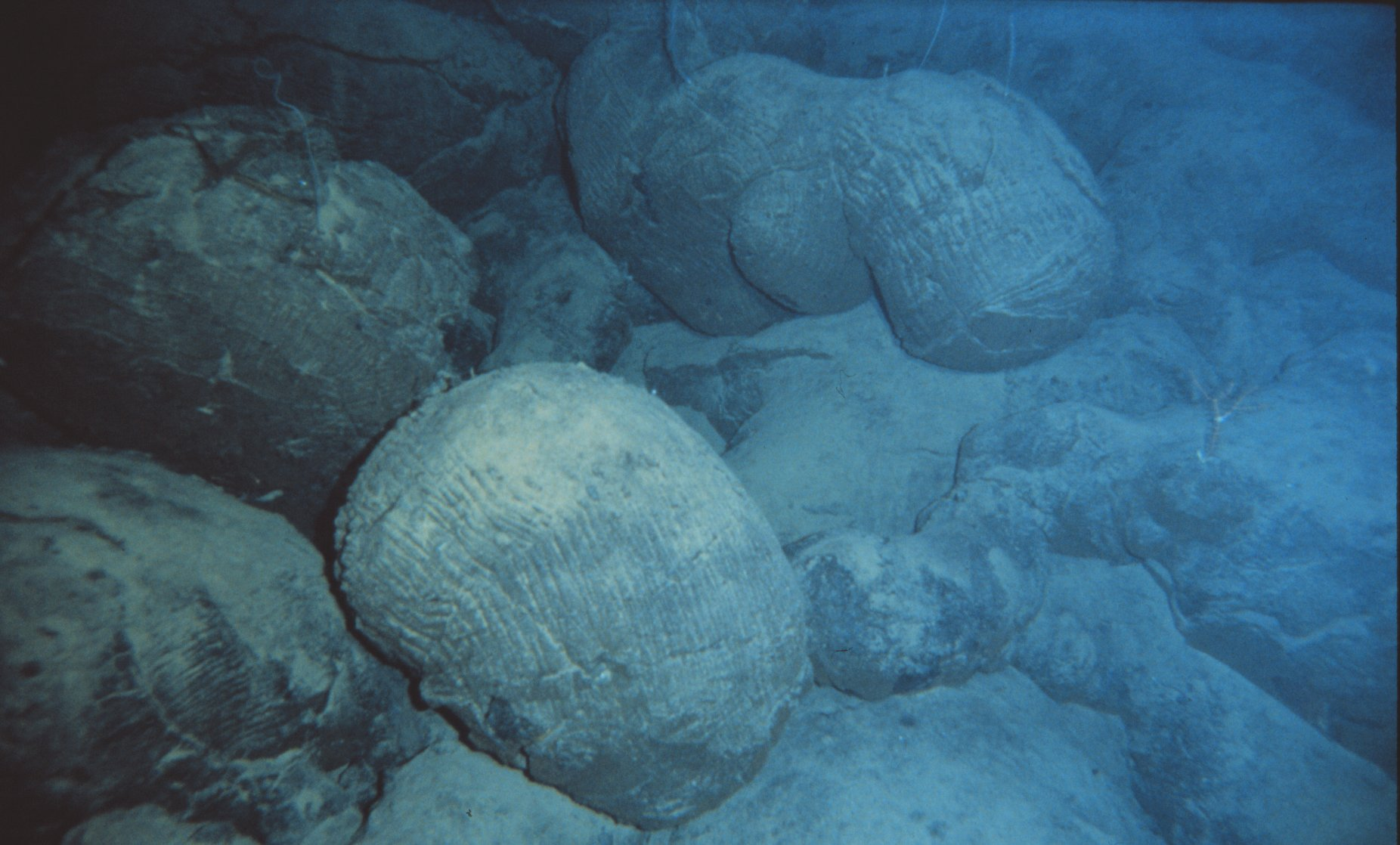
Подушкова лава — результат підводного вулканізму

Підводний вулканізм (англ. submarine volcanism; нім. submariner Vulkanismus m, un-termeerischer Vulkanismus m) — прояви вулканічної діяльності під водою.

## Опис
На великих глибинах внаслідок дії гідростатичного тиску виверження, як правило, непомітні, а на малих супроводжуються викидами великої кількості пари, газів з дрібними уламками лави.
Іноді в результаті підводних вивержень утворюються острови, наприклад, Суртсей (1963—1967 рр., Ісландія), Богослов (Берингове море). Підводний вулканізм найрозвиненіший у острівних дугах і на ложі океану.
Загальна кількість підводних вулканів на Землі, за даними на квітень 2023 року, сягає понад 19000, їх висота — від 0,5 до 5 км, форми — округлі й овальні, лава має характерну кульову (подушкоподібну) форму.

## Приклади
У 1957 р., поблизу о. Фаял (Азорські острови) спостерігалося виверження підводного вулкана. Ось як змальовує це виверження відомий вулканолог Г. Газієв: «Спочатку на морі з'явилося слабке кипіння води, потім у повітря здійнявся стовп пари, а на воді з'явилися шматки плаваючої пемзи. За добу над водою вже здіймався пагорб зі шлаку висотою 100 м і шириною 1000 м. Спочатку це був острів підковоподібної форми, який згодом став півостровом». Таким чином утворилася більшість із вулканічних островів (Азорські, Гавайські, Курильські та ін.).